# Света Богородица Порфирна
„Света Богородица Порфирна (на гръцки: Παναγίας Πορφύρας) е късносредновековна църква на преспанския остров Свети Ахил, Гърция, част от Леринската, Преспанска и Еордейска епархия на Цариградската патриаршия, под управлението на Църквата на Гърция.

## История
Храмът е построен в подножието на хълма Калето в южната част на острова в средата на ΧVI век. Малката еднокорабна църква е функционирала като католикон на манастир и е запазена в сравнително добро състояние. Има и останки от сгради на монашеските килии и други спомагателни сгради.
Вътре в църквата и по-специално на стена, отделяща на притвора от наоса са запазени най-старите стенописи (Преображение, Успение Богородично, фигури на светци), които според запазения надпис датират от 1524 година и са направени с грижата на йеромонах Теодосий. В останалата част от църквата оцелелите стенописи са от два периода. Няколко датират от средата на XVI век - изображението на Света Богородица, държаща Младенеца над входа, чието лилаво облекло е дало името на манастира. Стенописната украса на светилището и южната стена на църквата е направена в 1741 година или 1745 година, същия период, от който са стенописите на църквата „Свети Герман“, с грижата на епископ Партений. Сред тях се открояват изображенията на Мелисмос или Поклонение на жертвата, на Света Богородица Влахернска, изображенията на местните светци Ахил и Герман, както и рядката фигура с глава на куче на Свети Христофор.
В 1962 година църквата е обявена за паметник на културата.